# Альтенштадт-ан-дер-Вальднааб
Альтенштадт-ан-дер-Вальднааб (нім. Altenstadt an der Waldnaab) — громада в Німеччині, розташована в землі Баварія. Підпорядковується адміністративному округу Верхній Пфальц. Входить до складу району Нойштадт-ан-дер-Вальднааб.
Площа — 22,04 км2. Населення становить 4751 ос. (станом на 31 грудня 2020).